# 文俊輝
ジュン（英: JUN、朝: 준）、または文俊輝（中: 文俊辉、朝: 문준휘、英: Wen Junhui、1996年6月10日 - ）は、中国出身のアイドル、俳優。韓国の男性アイドルグループ・SEVENTEENのメンバー。PLEDISエンターテインメント所属。広東省深圳市出身。

## 略歴
幼少期から中国・香港で子役/俳優として活躍。2歳の頃、公園で遊んでいた所をスカウトされ、活動を開始する。ドラマや映画の出演、広告モデルでの活動が主であった。
2007年、香港映画「野。良犬」に出演。
2008年には同作品で俳優として第3回香港映画監督協会年度大賞最優秀新人俳優賞を受賞し、第27回香港アカデミー賞（香港電影金像奨）で最優秀新人俳優にノミネートされた。
2012年、現在所属する韓国の芸能事務所Pledisエンターテインメントよりスカウトを受ける。
当時は北京の演劇学校へ進むことが夢であったが、子役としてのかわいらしいイメージから脱却したいと悩んでおり、単身渡韓しPledisエンターテインメントの練習生としての生活を送ることを決意した。また、当時は周りの友人間でK-POPが流行しており、興味があったことも理由として挙げている。
渡韓後はSEVENTEEN候補生として、ウェブチャンネル「アフリカTV」で練習風景を生中継する映像コンテンツ「SEVENTEEN TV」に出演。
また、小規模ではあるが数多くの公演で実力をつけながら、約2年7か月の練習生生活を送った。
2014年、中国ウェブドラマ「男神執事団」に出演。
2015年、13人組男性グループSEVENTEENの正式メンバーに決定。 同年韓国国内で放送されたデビューサバイバル番組「SEVENTEENプロジェクト」に出演。
5月にSEVENTEENのメンバーとしてアルバム「17CARAT」を発表し、韓国デビューを果たす。
SEVENTEENでは、パフォーマンスチームの一員として主にグループのダンスパフォーマンスを支えることとなる。
2018年5月、SEVENTEENとしてミニアルバム「WE MAKE YOU」で日本デビュー。
同年より中国国内での個人活動が活発になり、SEVENTEENメンバーであり中国出身のTHE8と共に中国ウェブサバイバル番組「潮音戦記」に出演。
同年中国ウェブ音楽番組「Yo!Bang」にMCとして出演。
12月、配信限定ソロシングル曲 「能不能坐在我身旁」発表。同曲では自ら作詞を手掛けている。
2019年5月、THE8と共に中国ウェブドラマ 「七日生」 オリジナルサウンドトラックに参加し、「兄弟一回」を発表。
2020年7月、韓国ドラマ「ザ・キング：永遠の君主」中国語バージョンのオリジナルサウンドトラックとして、「Dream」を発表。
2021年2月、配信限定デジタルシングルアルバム発表に先駆け、ソロシングル曲 「鳥鴉(Crow)」発表。
同月14日、配信限定デジタルシングルアルバム｢寂寞号登机口(Silent Boarding Gate)」を発表。ミュージックビデオ内では、自ら志願したという演技を披露した。
同年5月、THE8と共に歌唱する配信限定シングル曲「媽媽的未接来電」を発表。中華児慈会によるチャリティーソングとなっており、発生した収益は中国留守児童へ寄付される。
2021年7月、SEVENTEENとしての活動における、Pledisエンターテインメントとの契約期間満了を待たずに、早期に再契約を締結したことを発表。
同年9月1日、9月から12月までの4ヶ月間、中国での個人活動に専念するためSEVENTEENのメンバーとしての活動を休止することを発表。
同年12月末より韓国にてSEVENTEENのメンバーとしての活動を再開した。
2022年9月、配信限定ソロシングル曲｢LIMBO」を発表。中国語と韓国語の二つの言語で制作され、自ら作詞作曲に関わっている。
2023年7月、配信限定ソロシングル曲｢PSYCHO」を発表。自ら作詞作曲に関わっている。
同月、「Tencent Music Entertainment Awards 2023」へSEVENTEENとして参加。2022年に発表した「LIMBO」をソロステージで披露。個人で、今年のニューシンガーソングライター部門を受賞した。
同月、チャン・ミャオイーと共に主演を務める中国ドラマ「独家童話（邦題:独占おとぎ話～Exclusive Fairy Tale）」が配信。2021年、SEVENTEENのグループ活動を休止し中国での個人活動を行っていた際に撮影されており、満を辞しての公開となった。また、挿入歌「独家童話(Exclusive Fairy Tale)」の歌唱でも参加している。
同年10月、俳優として「Asia Contents Awards & Global OTT Awards」にて「Rising Star of the Year」を受賞。
同年12月「2023テンセントエンターテインメントアワード」にて、2022年に発表した「LIMBO」をソロステージで披露し、「娯楽白書年度突破のスター」に選出された。
2024年8月、SEVENTEENのメンバーとしての活動について、12thミニアルバムおよび同年10月より開催予定の『SEVENTEEN [RIGHT HERE] WORLD TOUR』は、中国での映像作品の撮影スケジュールと重なっているとして不参加となり、他活動については一部参加していくことが発表された。
2024年11月、中国ドラマ「云帰喜事」に出演することが発表された。
2025年1月、映画「補風追影」に出演することが発表された。幼少期より憧れを抱いていたジャッキー・チェンとの共演を果たすこととなる
。
2025年3月、韓国にて開催された、「2025 SVT 9TH FAN MEETING ＜SEVENTEEN in CARAT LAND＞」より、SEVENTEENのメンバーとしての活動を公に再開した。

## 人物
幼少期よりジャッキー・チェンに憧れ、中国武術を習っており、長い休みには、公園で友人と武術の練習をしていたそう。デビュー時には、バラエティ番組で「痛そうな武術ができる」と自らを紹介することもあった。関節が柔らかく、武術の経験を生かしたダイナミックで力強いダンスが特徴。
日本のファンからは「ジュンピ」と呼ばれることが多い。そのことについて、本人は「発音がとても可愛らしく、頭から離れない」と語っている。日本で行われるコンサートでの自己紹介でも、自らのことを「ジュンピ」と紹介することがあり、気に入っている様子である。また、いたずら好きな性格や不思議な行動が多いことから、日本のファンコミュニティ内では、不思議の国のアリスにちなみ「不思議の国のジュンピ」と表現されることも時折ある。
HIT THE ROAD EP.12内で、自らを「完璧主義」と語っている。SEVENTEENメンバーのホシからは「木のようで、愚直」と表現されていた。また、GOING SEVENTEEN 2019 EP.14内で実施されたMBTI 診断では、INFPという結果が出ている。2022年に再度MBTI 診断を行ってみたところ、ESFPへと結果が変わったとのこと。
ちなみに、2022年のGOING SEVENTEENでの企画にて、SEVENTEENメンバーが思うお互いのMBTI を診断したところ、INTPという結果が出た。
大のいたずら好きな性格である。雑誌等のインタビューに多くあるSEVENTEENメンバー同士の印象を答える質問には、きまって多数のメンバーから｢いたずら好き｣との答えを得ており、想像のつかないようないたずらを仕掛けるという証言もある。本人はいたずらについては愛情表現のひとつだという。その一方で、周りをよく見て行動し他人の気持ちを理解、尊重できるしっかりとしていて思いやりのある部分を持つ。歳の離れた弟がいるせいか面倒見も良い。同様の質問等でメンバーには｢優しい性格の持ち主｣と表現されることも多い。また、SEVENTEENメンバーであるミンギュは文について｢目を見るだけで繊細だとわかる｣と語っていた。
ピアノを弾くことができ、主にその腕前は、SEVENTEENとして出演した年末の授賞式や歌謡祭で幾度となく披露されている。2017年にはKBS歌謡大祝祭にて｢Don't wanna cry｣導入部のピアノ演奏を披露。また、2021年Seoul Music Awardでは「舞い落ちる花びら (Fallin'Flower)」にて自分のパートから続く「All My Love」への橋渡しとなるピアノソロを務めた。香港のYoutubeコンテンツでは、2020年、｢舞い落ちる花びら(Fallin'Flower)｣のピアノソロアレンジ演奏を公開した。GOING SEVENTEEN 2017 EP.16でも コンサート会場の控室で演奏する姿を見ることができる。
アニメや漫画を好む。日本の作品では、ケロロ軍曹やドラえもん、フルーツバスケット等が特に好きだと語っている。ケロロ軍曹の好きなキャラクターはタママだという。フルーツバスケットは、学生時代にお小遣いとしてもらっていた昼食代を貯め、書店で単行本を購入していたそう。
動物が好きである。WeiboやX（旧Twitter）のSEVENTEEN公式アカウントでは、猫や鳥などの動物との写真を何度も投稿している。インタビューやファンサイン会で猫の鳴き真似を披露することもある。また、日本の雑誌の企画によりSEVENTEEN内で実施されたアンケートでは、「動物に好かれる人」として一位に選ばれた。この回答に対してメンバーのスングァンは、「すごく猫が好きだから。動物にも好かれていそう」と理由を挙げていた。2021年に発売、公開された日本シングルタイトル曲「ひとりじゃない」のミュージックビデオ内では、犬と共演し、屈託なく可愛がる姿を演じている。
SUPER JUNIORのヒチョルに顔立ちがよく似ている。あまりにも似ているため、ホシとの初対面時には、｢もしかして、キム・ヒチョル先輩の家族の方ですか？｣と聞かれたという。当時は渡韓したばかりであり、韓国語が話せなかったため、通訳を通して否定したというエピソードがある。また、2019年8月に韓国国内放送のテレビ番組『知ってるお兄さん』で共演した際には、番組内で文から「挨拶したい友達がいる」と話を振り、「隠された息子！」「お父さん！」と呼び合い、抱き合う一幕もあった。
2018年の夏には中国でのサバイバル番組、潮音戦記へ出演していたが、SEVENTEENのアルバム活動期と重なり、THE8と共に頻繁に中国と韓国を行き来し、スケジュールを消化していた。多忙の中、喉の調子が悪かったが注射を数本打ってでも耐え抜いた。また、潮音戦紀第6話にてペアを組んでいたPENTAGONのメンバーでもあるイェナンがリタイアすると言った時には、イェナンの気持ちを理解しつつ説得しながらも励まし、最終的にイェナンのパートも担い、たった1人でステージに上がった。。
2020年に行われた、SEVENTEENコンサートのフィリピン・マニラ公演後に生配信されたV LIVEにて、SEVENTEENメンバーよりコメントを求められた際に発した「負担」（韓国語：부담）という言葉が、その絶妙なタイミングやモーションから、メンバーやファンにおいて話題となり、しばらくの間、擦られ続けることとなった。
個人で行うV LIVE等のライブ配信については、SEVENTEENとしてデビューをした当初より、控えめな性格ゆえか、自らの誕生日など一年に一度ほどの頻度であった。しかし、2021年夏頃からは、SEVENTEENのコンサート終了後やイベント後を中心に、Weverse LIVEやWeiboでの生配信を頻繁に行っており、ファンとのコミュニケーションを図っている。

## ディスコグラフィー
| 年   | タイトル                                    | 収録アルバム                  | 備考                                                                                       |
| ---- | ------------------------------------------- | ----------------------------- | ------------------------------------------------------------------------------------------ |
| 2018 | "能不能坐在我身旁(Can You Sit By My Side?)" | 能不能坐在我身旁              | 配信限定ソロシングル                                                                       |
| 2019 | "兄弟一回"                                  | 兄弟一回                      | THE8とのデュエット曲、中国ウェブドラマ『七日生』劇中歌                                     |
| 2020 | "Dream"                                     | Dream                         | 韓国ドラマ『ザ・キング：永遠の君主』中国語バージョンOST                                    |
| 2021 | "寂寞号登机口(Silent Boarding Gate)"        | 寂寞号登机口                  | 配信限定ソロシングルアルバム                                                               |
| 2021 | "烏鴉(Crow)"                                | 寂寞号登机口                  | 配信限定ソロシングルアルバム                                                               |
| 2021 | "妈妈的未接来电"                            | 妈妈的未接来电                | THE8とのデュエット曲                                                                       |
| 2021 | "逆燃"                                      | 《你微笑时很美》电视剧插曲    | ジョシュア、THE8、ミンギュ、バーノンとのユニット曲、中国ウェブドラマ『你微笑时很美』劇中歌 |
| 2022 | "LIMBO"                                     | LIMBO                         | 配信限定ソロシングル（韓国語・中国語）、本人が作詞・作曲に参加                             |
| 2023 | "PSYCHO"                                    | PSYCHO                        | 配信限定ソロシングル、本人が作詞・作曲に参加                                               |
| 2023 | "独家童話（Exclusive Fairy Tale）"          | 《独家童話》原声帯            | 本人が主演した中国ウェブドラマ『独家童話』挿入歌                                           |
| 2024 | "赤脚的人"                                  | 赤脚的人 (仲夏毕业歌会主题曲) | 2024年抖音仲夏毕业歌会（Douyin Midsummer Graduation Gala）のテーマソング                   |
| 2025 | "値得 (Worth It)"                           | 値得 (Worth It)               | 鄭秀文（Sammi Cheng）の楽曲をカバー                                                        |

### 歌唱映像
- 『想你想瘋了(Crazy For You)』（2018年、原曲 柯以敏（Mindy Quah)）
- 『对不起，我爱你（I’m Sorry,I Love You)』（2019年、原曲 1983组合 (中島美嘉の『雪の華』 中国語カバー))
- 『失落沙洲（Down in Sandber)』（2020年、原曲 徐佳莹（LaLa Hsu））
- 『Dream』（2020年、原曲 ポール・キム (1988年生の歌手)）
- 『Fall In Love』（2021年、オリジナル曲）
- 『ヤキモチ』（2021年、原曲 高橋優）
- 『JUN’S PLAYLIST』（2022年）
- 『僕が死のうと思ったのは』（2023年、原曲 中島美嘉）
- 『リムジンサービス EP.78 SEVENTEEN JUN』（2023年）
- 『Fall In Love』（2023年、2021年に公開した同題曲のフルサイズバージョン）
- 『值得 (Worth It)』（2025年、原曲 鄭秀文（Sammi Cheng））

## 出演

### 主なテレビドラマ
- 爸爸両辺走 - 曾誠 役（亜洲電視台(香港)、2004年）
- 爸爸向前走 - 曾誠 役（亜洲電視台(香港)、2005年）
- 大漢口 - 陸修武（幼少期）役（北京、湖北衛視(中国)、2011年）
- 明珠遊龍 - 天啓帝と張宝珠の息子 役（江西衛視(中国)、2012年）
- 愛在屋檐下 - 小海天 役（山東衛視(中国)、2012年）
- 児女的戦争 - 劉暁峰 役（上海電視台(中国)、2012年）

### 主なWebドラマ
- 男神執事団 - 小徳古拉 役（新浪微博(中国)、2015年）
- 独家童話 - 凌超 役（iQIYI(中国)ほか、2023年）

### 映画
- 野。良犬 - 林志宏 役（郭子健監督(香港)、2009年）
- イップ・マン 誕生 - イップ・マン（幼少期）役（邱礼濤監督(香港)、2010年）
- 我的母親 - 林義竜 役（高根荣監督(中国)、2013年）
- 捕風追影 The Shadow’s Edge - 胡楓 役（Larry Yang監督(中国)、2025年）